# Strunjanske soline
Strunjanske soline se nahajajo v Strunjanskem zalivu, pri kraju Strunjan , danes so sestavni del  Krajinskega parka Strunjan. Strunjanske soline so najsevernejše še delujoče soline na Jadranskem morju in v Sredozemlju. V solinah se izliva v morje vodotok Roja, imenovan tudi Strunjanska reka. 

## Zgodovina
Čeprav nekateri domnevajo, da so v Istri že času Rimljanov pridelovali sol, so bile Strunjanske soline zagotovo obravnavane na Rižanskem zboru leta 804. Prvič so bile izrecno pisno omenjene v Piranskem statutu iz leta 1274, , v katerem so bili določeni pogoji pridelave soli, prodaje soli in celo prodajne cene.
Med 15. in 17. stoletjem so bile poleg Sečoveljskih najpomembnejše soline Beneške republike. Podobno kot v Luciji so tukajšnje soline leta 1967 opustili, v 3. tisočletju pa so pridelovanje soli po posodobljeni paški metodi spet obudili iz okoljevarstvenih, etnografskih in turističnih razlogov.

### Solinarstvo
Prebivalci Pirana so solinarsko sezono nekdaj začeli z množičnim odhodom družin v soline na praznik sv. Jurija 23. aprila. Sezona se je končala na god sv. Jerneja, to je 24. avgusta. Takrat so se po sveti maši v zahvalo za letino vrnili na svoje domove. Tudi prebivalci okoliških vasi so v soline hodili žet soletja, saj je bilo pridobivanje soli pogosto edini stalnejši vir dohodkov, proizvodnja soli pa je bila včasih strateškega pomena, tako pri konzerviranju živil ter v kemijski industriji pri proizvodnji smodnika. V svojih solinah so delali tudi prebivalci drugih istrskih obalnih mest Izole in Kopra.

## Arhitektura
Po zasnovi so Strunjanske soline drugačne od sečoveljskih, saj imajo drugače speljane kanale. V Strunjanskih solinah so ohranjene tri solinarske hiše, ki so zavarovane kot etnološki spomeniki. Dve sta bili zgrajeni na začetku dvajsetega stoletja, tretja pa v sedemnajstem ali osemnajstem stoletju. Starejša solinarska hiša je primer tipične solinarske arhitekture, pri kateri pritličje služi kot skladišče za sol, nadstropje pa kot stanovanje solinarjeve družine.